# Alf Larsen
Alf Larsen, född den 22 juli 1885 i Tjøme, Vestfold, Norge, död den 12 december 1967 i Tjøme, var en norsk författare och kulturkritiker.

## Biografi
Larsen föddes i Hudo strax väster om ön Tjøme i Vestfold. Han studerade vid Skiringssal folkhögskola i Sandefjord och i Kongens Lyngby norr om Köpenhamn 1903 - 1904, och bodde några år i Frankrike. Efter arton år i Danmark köpte han 1921 Röd gård i Tjøme centrum och bosatte sig i Norge för gott. På Tjøme fick han också noterat den första och nordligaste delen av Röd-Dirhue naturvårdsområde 1942.
Larsen debuterade som lyriker 1912 och gav så småningom ut många diktsamlingar och essäer. Han började som en fin-de-siècle-poet med texter influerade av anarkism, undergångsstämning och livsleda. Efter att han gick med i Rudolf Steiners antroposofiska rörelse, präglades hans dikter mera av naturtrogen verklighetstro. Mycket av hans diktning är direkt eller indirekt kopplat till Tjømes landskap. Som en kulturell kommentator och kritiker, var han kontroversiell i sin samtid, och blev av både vänner och motståndare ofta kallad ”Tjømekäften”.
Från 1933 till 1941 redigerade och publicerade Larsen, den kulturella konservativa Janus (tidskrift). Efter andra världskriget var han också en av grundarna Dreyers förlag 1941, och blev skribent i Spektrum (tidskrift), Horizon (tidskrift), Farmand och tidningen Morgenbladet.
I Tjøme centrum finns ett Alf Larsen-monument som avtäcktes den 21 juli 1985 med anledning av hans 100-årsdag. Det är en skulptur av Finn Henrik Bodvin inspirerad av Larsens dikt om öns ekskog som inte längre existerar.
Under 2009 fann idéhistorikern Jan-Erik Ebbestad Hansen starkt antisemitiska texter bland Larsen efterlämnade skrifter. Det var aforismsamlingen "judeproblemet", ett outgivet verk. Upptäckten ledde till Hans Fredrik Dahl kallade Larsen den värsta antisemiten i norsk historia.

## Utmärkelser
Larsen tilldelades
- Gyldendals legat 1959,
- Statligt konstnärsstipendium från 1960,
- Doblougpriset 1961.